# Mellitidia australis
Mellitidia australis är en biart som först beskrevs av Guérin-Méneville 1831.  Mellitidia australis ingår i släktet Mellitidia och familjen vägbin. Inga underarter finns listade i Catalogue of Life.